# Каганович (канонерская лодка)
«Каганович» — советская речная канонерская лодка, оборудованная в начале Отечественной войны из мобилизованного парового колёсного буксира. В августе 1941 года канонерка отличилась успешными действиями близ села Триполье, а в конце августа — арестом командира и военного комиссара корабля.

## Строительство
В 1932 году завод «Ленинская кузня» в Киеве спроектировал и начал серийное производство первой советской паровой компаундной машины мощностью в 400 л.с. с парораспределителем Ленца. Это позволило начать строительство серии паровых колёсных буксиров в рамках проекта СБ-51. Суда имели цельносварной корпус, просторные помещения, каюты на 1—2 человека, душевую и прачечную. Головным в серии стал буксир «Смольный».
По предвоенному мобилизационному плану четыре таких парохода нужно было мобилизовать и переоборудовать в канонерские лодки, которые по тогдашней классификации имели артиллерию главного калибра более 76 мм. Переоборудование включало усиление конструкции судна, чтобы выдерживать напряжения от отдачи орудий, 6-мм бронирование снарядных погребов и броневой боевой рубки.

## История службы
С началом войны «Каганович» мобилизовали 23 июня 1941 года по предвоенному плану и к 10 июля полностью переоборудовали в военный корабль на заводе им. И. В. Сталина в Киеве. Его командиром стал лейтенант запаса Подгорный И. И. 11 июля канонерку включили в состав Днепровского отряда речных кораблей (ОРК) Пинской военной флотилии (ПВФ) для действий на участке Триполье — Ржищев. С 30 июля корабль успешно ведёт огонь по вражеским целям, за что 4 члена экипажа были предствалены к правительственным наградам. На этом этапе канонерская лодка взаимодействовала с другими кораблями ПВФ: «Димитров», «Кремль» та «Флягин».
4 августа «Каганович» перебросили в состав Киевского отряда речных кораблей (ОРК) Пинской военной флотилии (ПВФ) для действий на южном фланге Киевского укреплённого района. В этот же день корабль попал под авианалёт и был повреждён близкими взрывами. Из-за этого его отправили на ремонт в Киев. А уже 15 августа канонерка поддерживает советские стрелковые части близ местечка Ржищев.
22 августа корабль по приказу выдвинулся на север к селу Прохоров на прикрытие днепровской переправы отступающей 5-й армии Юго-Западного фронта.
Вечером 23 августа передовой отряд 111-й пехотной дивизии немцев, усиленный самоходными орудиями StuG III, опрокинул отступающие по приказу, но плохо организованные части 27-го стрелкового корпуса 37-й армии Юго-Западного фронта и захватил плацдарм на левом берегу Днепра у села Окуниново. Таким образом корабли ПВФ, действовавшие севернее, включая канонерскую лодку «Каганович», оказались отрезаны от Киева, где в то время находился штаб флотилии.
В этой ситуации советское командование спланировало прорыв кораблей с севера в Киев, мимо немецкого плацдарма у Окуниново. Но экипаж канонерской лодки посчитал операцию заведомо невыполнимой. Поэтому 8 членов экипажа и военный комиссар дезертировали с корабля. Большинство из них были вскоре арестованы в Киеве. За это командование отстранило «Каганович» от участия в прорыве и приказало арестовать ещё 4 членов экипажа и командира корабля. Новым командиром стал младший лейтенант Сутужко С. Ф. Корабль также не участвовал во втором прорыве к Киеву в ночь на 31 августа. Всю последнюю неделю августа «Каганович» находился близ села Навозы, где оказывал огневую поддержку частям 215-й мотострелковой дивизии, которые действовали на левом берегу Днепра. Когда же сухопутные войска отступили с днепровского рубежа, то экипаж подорвал свой корабль в ночь на 3 сентября 1941 года. 22 сентября его исключили из списков кораблей ВМФ по приказу командующего флотом. В 1945 году останки корабля были сданы на металлолом.